# Koto Tinggi (Koto Besar)
Koto Tinggi is een bestuurslaag in het regentschap Dharmasraya van de provincie West-Sumatra, Indonesië. Koto Tinggi telt 2689 inwoners (volkstelling 2010).